# Ангельсен, Тонье
Тонье Ангельсен (норв. Tonje Angelsen, 17 января 1990 года, Тронхейм, Норвегия) — норвежская прыгунья в высоту, серебряный призёр чемпионат Европы 2012 года, участница двух летних Олимпийских игр (2012, 2016).

## Биография и карьера
Дебютировала на международной арене в 2006 году на чемпионат мира среди юниоров в Пекине, где не попала в финал. Наивысшего результата в карьере добилась в 2012 году, когда на чемпионате Европы в Хельсинки стала серебряным призёром с личным рекордом 1,97 м.

## Основные результаты
| Год  | Соревнования                                | Место проведения         | Место  | Результат |
| ---- | ------------------------------------------- | ------------------------ | ------ | --------- |
| 2006 | Чемпионат мира среди юниоров                | Пекин, Китай             | 22 (q) | 1,74 м    |
| 2007 | Европейский юношеский Олимпийский фестиваль | Белград, Сербия          | 9      | 1,70 м    |
| 2008 | Чемпионат мира среди юниоров                | Быдгощ, Польша           | 28 (q) | 1,70 м    |
| 2009 | Чемпионат Европы среди юниоров              | Нови-Сад, Сербия         | 16 (q) | 1,73 м    |
| 2010 | Чемпионат Европы                            | Барселона, Испания       | 20 (q) | 1,87 м    |
| 2011 | Чемпионат Европы в помещении                | Париж, Франция           | 10 (q) | 1,92 м    |
| 2011 | Чемпионат Европы среди молодёжи             | Острава, Чехия           | 4      | 1,92 м    |
| 2011 | Чемпионат мира                              | Тэгу, Республика Корея   | 23 (q) | 1,85 м    |
| 2012 | Чемпионат мира в помещении                  | Стамбул, Турция          | 15 (q) | 1,88 м    |
| 2012 | Чемпионат Европы                            | Хельсинки, Финляндия     | 2      | 1,97 м    |
| 2012 | Летние Олимпийские игры                     | Лондон, Великобритания   | 28 (q) | 1,85 м    |
| 2014 | Чемпионат Европы                            | Цюрих, Швейцария         | 9      | 1,90 м    |
| 2016 | Летние Олимпийские игры                     | Рио-де-Жанейро, Бразилия | 32 (q) | 1,80 м    |
| 2018 | Чемпионат Европы                            | Берлин, Германия         | 24 (q) | 1,81 м    |
| 2019 | Чемпионат Европы в помещении                | Глазго, Великобритания   | 14 (q) | 1,89 м    |